# KOBerries♪のギュッとして!!
KOBerrieS♪のギュッとして!!（コウベリーズのギュッとして）は、ラジオ関西で毎週日曜23:30-24:00に放送されていたトーク・音楽番組である。

## 概要
神戸市の市内9区を代表する女子（現在7人）で構成された「地域活性化アイドル（ご当地アイドル）」をめざすKOBerrieS♪のメンバーが毎回数名交代（公開放送の時は全員出演する場合もある）で担当して、自らの活動ぶりやプライベートの話題を初め、神戸市内で行われる地域イベント、あるいは全国各地で行われる神戸の観光イベントの情報などを話した。
2014年5月25日の放送で最終回となり、6月1日からは同じく地域活性化のためのキャラクター「いまいち萌えない娘」をフィーチャーした「いまいち萌えないラジオ」にバトンタッチした。
| ラジオ関西 日曜日23:30 - 24:00枠                                         | ラジオ関西 日曜日23:30 - 24:00枠 | ラジオ関西 日曜日23:30 - 24:00枠 |
| 前番組                                                                   | 番組名                           | 次番組                           |
| ------------------------------------------------------------------------ | -------------------------------- | -------------------------------- |
| 藤沢俊一郎のRUN RUN ランキング - 月曜深夜（火曜未明）2:30 - 3:00枠に移動 | KOBerrieS♪のギュッとして!!       | いまいち萌えないラジオ           |